# 小平霊園
小平霊園（こだいられいえん）は、都立の霊園である。
小平市、東村山市および東久留米市に所在する。
正式名称は東京都小平霊園である。
大正初期の東京市での墓地不足の深刻化に対応するため多磨霊園や八柱霊園が開設された後、小平霊園は1944年（昭和19年）に都市計画決定し、1948年（昭和23年）5月に開園した。

## 概要
- 開園 - 1948年（昭和23年）5月[1]
- 所在地 - 東京都東村山市萩山町1-16-1（霊園は小平市・東村山市・東久留米市にわたっているが、東村山市に公園事務所がある）
- 総面積　65ha
- 総区画　40,000区画
- 東京都公園協会が管理している。

## 埋葬されている著名人
- 青野季吉（文芸評論家）
- 荒正人（文芸評論家）
- 有沢広巳（統計学者・経済学者）
- 有吉佐和子（小説家・劇作家）
- 市岡忠男（野球選手）
- 伊藤整（小説家・詩人）
- 植木等（俳優・コメディアン）
- 大村襄治（政治家）
- 大村清一（官僚・政治家）
- 大山郁夫（政治家）
- 岡上鈴江（児童文学作家・翻訳家）
- 小川未明（小説家・児童文学作家）
- 織井茂子（歌手）
- 加藤周一（評論家・小説家）
- 加藤芳郎（漫画家）
- 角川源義（実業家・俳人）
- 角川照子（俳人）
- 河井醉茗（詩人）
- 菊池章子（歌手）
- 古賀さと子（歌手・女優）
- 児島善三郎（洋画家）
- 今和次郎（建築学者）
- 佐々木味津三（小説家）
- 佐野学（社会主義運動家）
- 佐分利信（俳優）
- 鹿内信隆（実業家）
- 鹿内春雄（実業家）
- 下総皖一（作曲家・音楽教育者）
- 杉山金太郎（実業家）
- 杉山元太郎（実業家）
- 砂田重民（政治家）
- 砂田重政（政治家）
- 添田唖蝉坊（演歌師）
- 添田知道（演歌師・作家・評論家）
- 高碕達之助（政治家・実業家）
- 高塚竹堂（書家）
- 高橋掬太郎（作詞家）
- 今和次郎（建築学者）
- 田畑修一郎（作家）
- 田原節子（アナウンサー・随筆家）
- 千葉信男（俳優・コメディアン）
- 壺井栄（小説家・詩人）
- 壺井繁治（詩人）
- 津村謙（歌手）
- 十返肇（作家・文芸評論家・編集者）
- 徳田一穂（小説家）
- 徳田秋声（小説家）
- 富澤赤黄男（俳人）
- 富安風生（俳人）
- 豊田三郎（小説家）
- 名古屋章（俳優・声優）
- 西ノ海嘉治郎 (3代)（大相撲 第30代横綱）
- 野口雨情（詩人）
- 野口存彌（文芸評論家）
- 萩原延壽（歴史家・作家）
- 濱本浩（作家）
- 辺見じゅん（歌人・作家）
- 松島詩子（歌手）
- 宮本顕治（政治家）
- 宮本百合子（小説家）
- 村上一郎（文芸評論家・歌人・小説家）
- 柳兼子（声楽家・音楽教育者）
- 柳宗理（インダストリアルデザイナー）
- 柳宗悦（民藝運動主唱者・思想家）
- 梁田貞（教育者・作曲家）
- 山本七平（評論家・イザヤ・ベンダサン）
- 頼近美津子（アナウンサー）
- 蠟山政道（政治学者・行政学者・政治家）
- 蝋山道雄（国際政治学者）
- 蝋山芳郎（国際問題評論家）

など

## さいかち窪

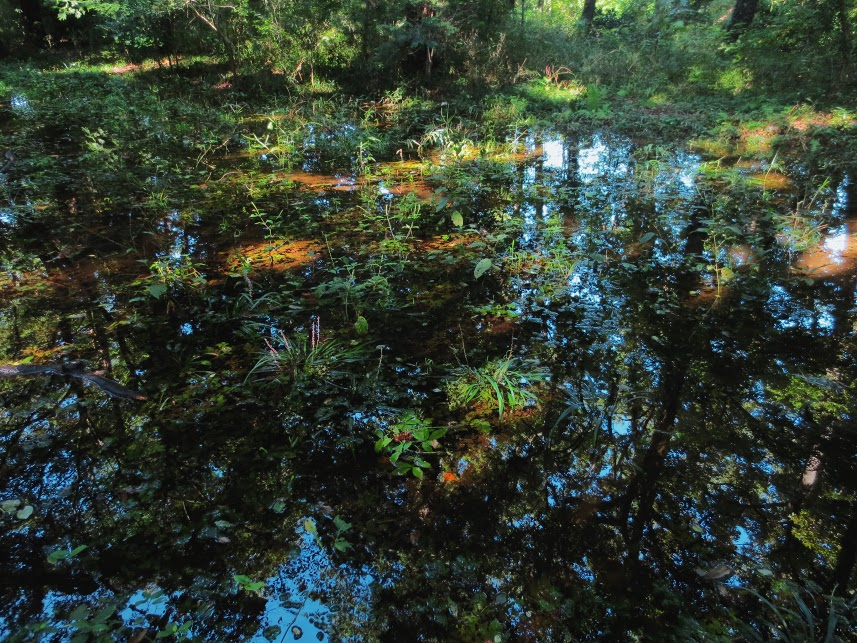
小平霊園内東北部にある黒目川の源流「さいかち窪」。2015年9月23日撮影。

さいかち窪（皀莢窪、槐窪とも）は、霊園内の東北部一角（北緯35度44分43秒 東経139度29分20秒 / 北緯35.74528度 東経139.48889度近傍、東久留米市柳窪三丁目）を指す地名で、雑木林に覆われた直径100m余りの窪地（くぼち）である。黒目川の地形上の源頭にあたり、小平霊園が開園した1948年以前は常時湧き出す小池があった。
通常は水のない涸れ窪だが、雨の続いた後などには水を湛え、特に雨の多い年には何日も水がたまったまま沼のようになることもある。湧出例は、
- 1991年[3]、1998年、2004年、2008年、
- 2015年[4]、2016年、2017年と3年連続し、その後は2019年に台風19号の通過した後、2024年には台風10号の影響による大雨が続いた後の9月初旬に湧出した。

さいかち窪から北東へ新青梅街道の地下を潜る小水路が設けられており、そこを渡るとすぐに黒目川の水が流れ始める源流が現れる。小川のほとりには黒目川天神社（柳窪天神社 ; 北緯35度44分50秒 東経139度29分22秒 / 北緯35.7473度 東経139.4895度、柳窪4丁目15番）があり、湧水地として「東京の名湧水57選」に選定されている。

## アクセス
- 西武新宿線・拝島線 小平駅北口下車、徒歩5分。